# Läuse würfeln
Läuse würfeln ist ein einfaches Würfelspiel mit einem einzelnen Würfel, einem Würfelbecher sowie jeweils einem Zettel und einem Stift für beliebig viele Mitspieler. In Varianten ist es auch als Häuser würfeln bzw. Hausbauen oder mit weiteren Motiven bekannt. Das Spiel wird auch in Spielesammlungen regelmäßig in die entsprechenden Regelhefte aufgenommen.

## Spielweise

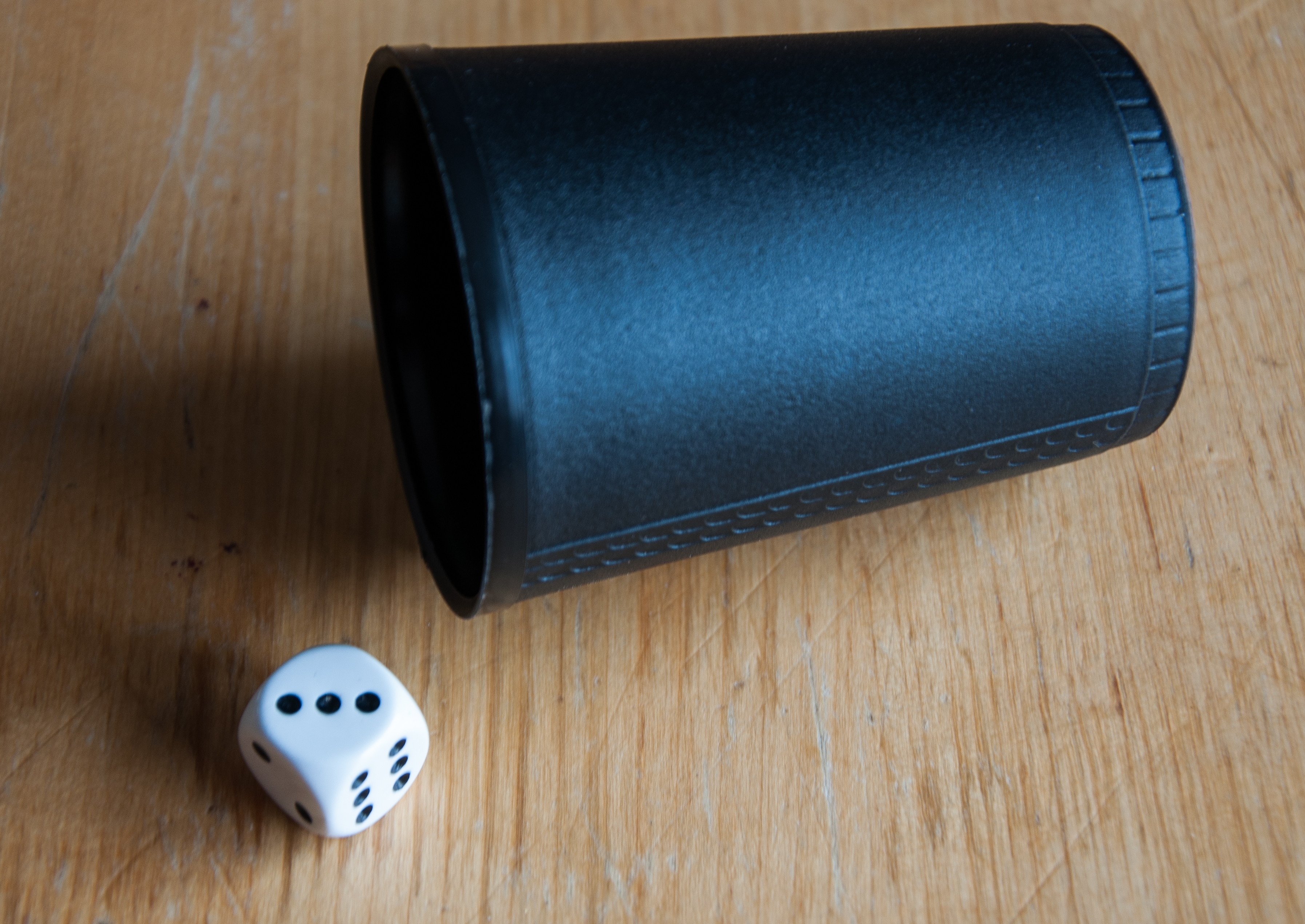
Läuse würfeln wird mit einem einzelnen Würfel und Würfelbecher gespielt.

Jeder Spieler bekommt vorab je einen Zettel und einen Stift. In einer ersten Runde des Spiels würfelt jeder Spieler reihum seine persönliche Lauszahl aus und notiert diese auf seinem Zettel (nach anderen Regelwerken kann diese Zahl auch ausgesucht werden) Danach wird immer reihum gewürfelt und immer, wenn ein Spieler seine „Lauszahl“ würfelt, darf er einen Strich an einer Läusezeichnung auf seinem Zettel ergänzen. Das Läusebild ist fertig, wenn der Spieler insgesamt zwölf Mal seine Zahl würfeln konnte und somit dem Bild zwölf (nach anderen Regelwerken 13) Elemente zufügen konnte.
Beim Häuser würfeln wird mit den gleichen Regeln gespielt, allerdings ist das Ergebnis in diesem Fall ein Haus. Das Spiel ist entsprechend auch auf andere Motive übertragbar, die aus einer festen Anzahl von Elementen bestehen. Genannt werden häufig Mäuse, Katzen oder Strichmännchen.
In einer weiteren Variante wird vorab keine Laus- oder Glückszahl ermittelt. In diesem Fall werden Striche entsprechend der Augenzahl der Würfel gemacht, wobei die Fühler gemeinsam und nur bei einer Zwei eingezeichnet werden dürfen. In diesem Fall gewinnt der Spieler, der in einer festgesetzten Zeit die höchste Anzahl von Läusen erwürfelt.
Bei Spielen mit Einsatz müssen die Verlierer jeweils Spielmarken (oder Münzen) entsprechend der Anzahl der noch fehlenden Elemente abgeben. Als Varianten kann vereinbart werden, dass ein Spieler bei jeder geworfenen Lauszahl ein weiteres Mal würfeln darf oder bzw. und beim Würfeln der gegenüberliegenden Zahl jeweils einmal aussetzen muss.

## Belege
1. 1 2 3  „Läuse würfeln“ In: Erhard Gorys: Das Buch der Spiele. Manfred Pawlak Verlagsgesellschaft, Herrsching o. J.; S. 405.
2. 1 2 3 4 5  „Häuser würfeln“ In: Robert E. Lembke: Das große Haus- und Familienbuch der Spiele. Lingen Verlag, Köln o. J.; S. 245.
3. 1 2  „Hausbauen“ In: 100er Spielesammlung (Memento des Originals vom 26. März 2016 im Internet Archive)  Info: Der Archivlink wurde automatisch eingesetzt und noch nicht geprüft. Bitte prüfe Original- und Archivlink gemäß Anleitung und entferne dann diesen Hinweis.. Spielregelheft der Spielesammlung des Nürnberger Spielkartenverlags; S. 5.
4. ↑  Claus Voigt, Helmut Steuer: Das große Humboldt Spielebuch. Schlütersche, 2004; S. 61. (Google Books)
5. ↑  „Läusewürfeln“ In: Friedrich Pruss: Würfelspiele. Falken Verlag, Niedernhausen 1998; S. 51. ISBN 3-635-60129-2.